# Фокин, Виктор Никитович
Виктор Никитович Фокин (28 июня 1922, Рязанская область — 28 октября 2010) — командир отделения 801-го стрелкового полка, младший сержант. Герой Советского Союза.

## Биография
Родился 28 июня 1922 года в селе Увяз Касимовского уезда Рязанской губернии, ныне Шиловского района Рязанской области, в крестьянской семье. Окончил 8 классов сельской школы. В 1938 году отец по вербовке переехал в Горки Ленинские, где он работал плотником, а Виктор уехал с ним и помогал ему в работе.
В июле 1941 года был призван в Красную Армию Ерахтурским райвоенкоматом Рязанской области. Боевое крещение получил в боях под Смоленском, отступал на восток, под Ельней был ранен. После госпиталя прошёл подготовку и получил специальность миномётчика. В составе 53-го гвардейского миномётного полка 18-й гвардейской дивизии участвовал в боях на Курской дуге, был снова ранен. После госпиталя был зачислен командиром отделения 801-го стрелкового полка 235-й стрелковой дивизии. Особо отличился в боях за освобождение Белоруссии.
23 июня 1944 года во время прорыва обороны противника в районе деревни Заболотники Городокского района Витебской области младший сержант Фокин шёл в первых рядах бойцов на штурм переднего края обороны противника и лично истребил в этом бою 8 противников.
26 июня после форсирования реки Западная Двина в бою за село Островно Шумилинского района группа из 9 человек, в составе которой находился Фокин, проникла в село, но была контратакована превосходящими — до 300 человек пехоты — силами противника. Ведя неравный бой, 8 бойцов из отделения Фокина выбыли из строя. Фокин продолжал вести огонь из автомата, нанося гитлеровцам сильный урон. При поддержке других рот полка было захвачено в плен 70 солдат противника.
Указом Президиума Верховного Совета СССР от 22 июля 1944 года за мужество, отвагу и героизм младшему сержанту Фокину Виктору Никитовичу присвоено звание Героя Советского Союза с вручением ордена Ленина и медали «Золотая Звезда».
В составе своей дивизии освобождал Прибалтику, дошёл до Восточной Пруссии. В сентябре 1945 года, как имеющий три ранения, был демобилизован.
Вернулся в Горки Ленинские. Работал в городе Москве водителем. Затем жил в подмосковном посёлке Расторгуево. В 1964 году окончил автомобильный техникум. Работал диспетчером в 9-м таксомоторном парке, затем — в одном из НИИ.
Жил в городе Видное Ленинского района Московской области. Скончался 28 октября 2010 года. Похоронен в  Видном на Видновском кладбище.
Награждён орденами Ленина, Отечественной войны 1-й степени, Красной Звезды, тремя медалями «За отвагу», другими медалями.